# John Hopcroft
John Edward Hopcroft (Seattle, 7 de outubro de 1939) é um professor de ciência da computação estadunidense.
Foi condecorado com o Prêmio Turing de 1986, juntamente com Robert Tarjan, pelo projeto e análise de algoritmos e estruturas de dados.

## Biografia
Graduado em 1961 na Universidade de Seattle, obtendo em seguida pela Universidade de Stanford o mestrado, em 1962, e doutorado, em 1964. Após trabalhar três anos na Universidade Princeton, foi professor na Universidade Cornell, onde é atualmente IBM Professor of Engineering and Applied Mathematics in Computer Science. 

## Obras
- com Jeffrey Ullman: Introduction to Automata Theory, Languages and Computation, Addison-Wesley, 1979, ISBN 0-201-02988-X
- com Jeffrey Ullman: Einführung in die Automatentheorie, Formale Sprachen und Komplexitätstheorie, ISBN 3-89319-181-X